# Вардени (планина)
Варденијске планине (јерм. Վարդենիսի լեռնաշղթա) су планински ланац у Јерменији, а простиру се на северозападу марза Вајоц Џор и југоистоку Гехаркуника. Планине се налазе на Јерменској висоравни и са југа ограничавају Севанску котлину.
Дужина ланца је око 35 км. Највиши врх је Варденис и лежи на надморској висини од 3.522 метра, а налази се на источном делу ланца.
У основи овог ланца леже базалти и андезити. Обронци су обрасли ксерофитном степском вегетацијом, а виша подручја су под високопланинским ливадама.
Вардени су познати и као хидрографски чвор на ком извиру реке Ехегис, Астхаџор, Мартуни и Варденис.